# Pantana pluto
Pantana pluto är en fjärilsart som beskrevs av John Henry Leech 1890. Pantana pluto ingår i släktet Pantana och familjen tofsspinnare. Inga underarter finns listade i Catalogue of Life.